# コクレ県
コクレ県(コクレけん、Provincia de Coclé)は、パナマ中南部の県。県都はペノノメ(Penonomé)。1855年9月12日に創設され、1985年10月20日に県となった。サトウキビやトマトを主要作物とする農業地帯である。サンタ・クラーラ、ファラジョン（Farallon）、リオ・アト（Rio Hato）などの有名なビーチを有し、近年は観光地化が進んでいる。

## 隣接する県
- コロン県
- 西パナマ県
- エレーラ県
- ベラグアス県

## 下位行政区画
1. Aguadulce District
2. Antón District
3. La Pintada District
4. Natá District
5. Olá District
6. Penonomé District